# アジア太平洋学部
アジア太平洋学部（あじあたいへいようがくぶ）とは大学に置かれる学部の一つでありアジア太平洋学を教育研究することを目的としている。

## 概要
現在の日本には立命館アジア太平洋大学にアジア太平洋学部が置かれている。立命館アジア太平洋大学アジア太平洋学部では社会学、地域学、国際関係学をベースとして世界の社会、文化、価値観などを学ぶことにより世界中を様々な視点から複眼的に捕らえることのできる眼力を育成し、資源に関する事柄など国家間、地域間で引き起こっている諸問題を様々な視点から分析することによって有効な解決策を導き出せる人材の育成を目標としている。
学部としておかれているのは現在のところ立命館アジア太平洋大学のみだが、早稲田大学大学院にアジア太平洋研究科が置かれている。